# Zelenîi Hai, Bereznehuvate
Zelenîi Hai (în ucraineană Зелений Гай) este un sat în comuna Serhiivka din raionul Bereznehuvate, regiunea Mîkolaiiv, Ucraina.

## Demografie
Componența lingvistică a localității Zelenîi Hai
     Ucraineană (85,71%)
     Rusă (14,29%)
Conform recensământului din 2001, majoritatea populației localității Zelenîi Hai era vorbitoare de ucraineană (85,71%), existând în minoritate și vorbitori de rusă (14,29%).